# Malk Göhren
Malk Göhren é um município da Alemanha, situado no distrito de Ludwigslust-Parchim, no estado de Mecklemburgo-Pomerânia Ocidental. Tem 22,56 km² de área, e sua população em 2019 foi estimada em 404 habitantes.